# Öküz Kara Mehmed Paixà
Damad Öküz Kara Mehmed Pasha (Istanbul, 1557-1620) fou dues vegades gran visir otomà (1614-1616 i 1619).
Era fill d'un ferrer i musulmà d'origen, però va poder entrar al servei de palau i va exercir alguns càrrecs, el principal dels quals fou silahdar que va tenir molts anys, arribant al rang de visir. El 1607 fou nomenat beglerbegi d'Egipte on va arribar al maig i va iniciar una reforma administrativa, abolint les taxes il·legals que la població no podia pagar, i va sufocar la revolta dels sipahis i altres grups de la guarnició otomana mercès al suport de la cavalleria mameluca (1608); per aquests fets fou nomenat kulkiran (triturador de soldats-esclaus) i també fou conegut com a Mehmed Pasha Muamar. L'impost de la província enviat a Istanbul va augmentar i això va cridar l'atenció del sultà el 1611, que el va nomenar kapudan pasha i segon visir; el 1612 es va casar amb la filla del sultà Jawhar Khan Sultan (que tenia 7 anys) i es va oposar a un tractat del tipus capitular amb les Províncies Unides que finalment fou signat (6 de juliol de 1612); pirates maltesos i toscans van atacar Agha Limani, prop de Silifke, al sud d'Anatòlia, i es va fer a la mar (1613) per lluitar contra aquests pirates però en aigües de Samos es va enfrontar a l'almirall Ottaviano d'Aragona, al servei del virrei de Nàpols, i fou derrotat, i des de llavors va caure en una temporal desgràcia i va perdre el càrrec.
La desgràcia va ser curta, perquè era el gendre preferit del sultà, i el 1714 era nomenat caimacan; executat el gran visir Gümülcineli Damat Nasuh Pasha el 17 d'octubre de 1714 va ser nomenat per ocupar el seu lloc. Encarregat de dirigir l'exèrcit contra l'atac d'Abbas I el Gran de Pèrsia en violació del tractat de 20 de novembre de 1612, es va dirigir a Alep (juny de 1615), però quan va tenir les coses en orde ja l'any estava massa avançat i va passar l'hivern a Marash (Kahramanmaraş), Malatya, Sivas i Karaman. L'abril de 1616 va sortir d'Alep i es va dirigir a Yerevan arribant personalment a Kars (via Göksun, Yayla i Erzurum) mentre enviava les seves forces a Yerevan i a Nihawand. Yerevan (en turc Revan) fou atacada i els perses derrotats quedant la ciutat assetjada, però al cap d'un mes i mig o dos va haver d'aixecar el setge, i finalment va acceptar un acord basat en el de 1612 que reduïa el tribut persa en seda. L'exèrcit va tornar a Erzurum (7 de novembre de 1716) i el gran visir va passar l'hivern a Soğanli Yayla. Les acusacions llençades al gran visir pel relatiu fracàs de la campanya van causar la seva destitució (17 de novembre) però va conservar rang de segon visir i fou designat assessor del seu successor Damat Halil Pasha (1616-1619) en les negociacions d'un tractat de pau definitiu amb Pèrsia. Finalment aquesta pau fou signada al campament turc a la plana de Sarab (prop d'Ardabil) el 26 de setembre de 1618.
Rl 18 de gener de 1619 el sultà Osman II el va tornar a nomenar gran visir al lloc de Damat Halil Pasha i va entregar personalment a Abbas el Gran la ratificació del tractat de Sarab (23 de setembre de 1619). Poc després va tenir un conflicte amb el kapudan pasha Güzelce Istanköylü Ali Pasha i al no obtenir resultats en les converses amb els ambaixadors de Venècia i França, fou revocat en favor del seu rival (23 de desembre de 1619). Els seus béns foren confiscats i enviat com a beglerbegi a Alep on va morir l'any següent.